# Esperiano

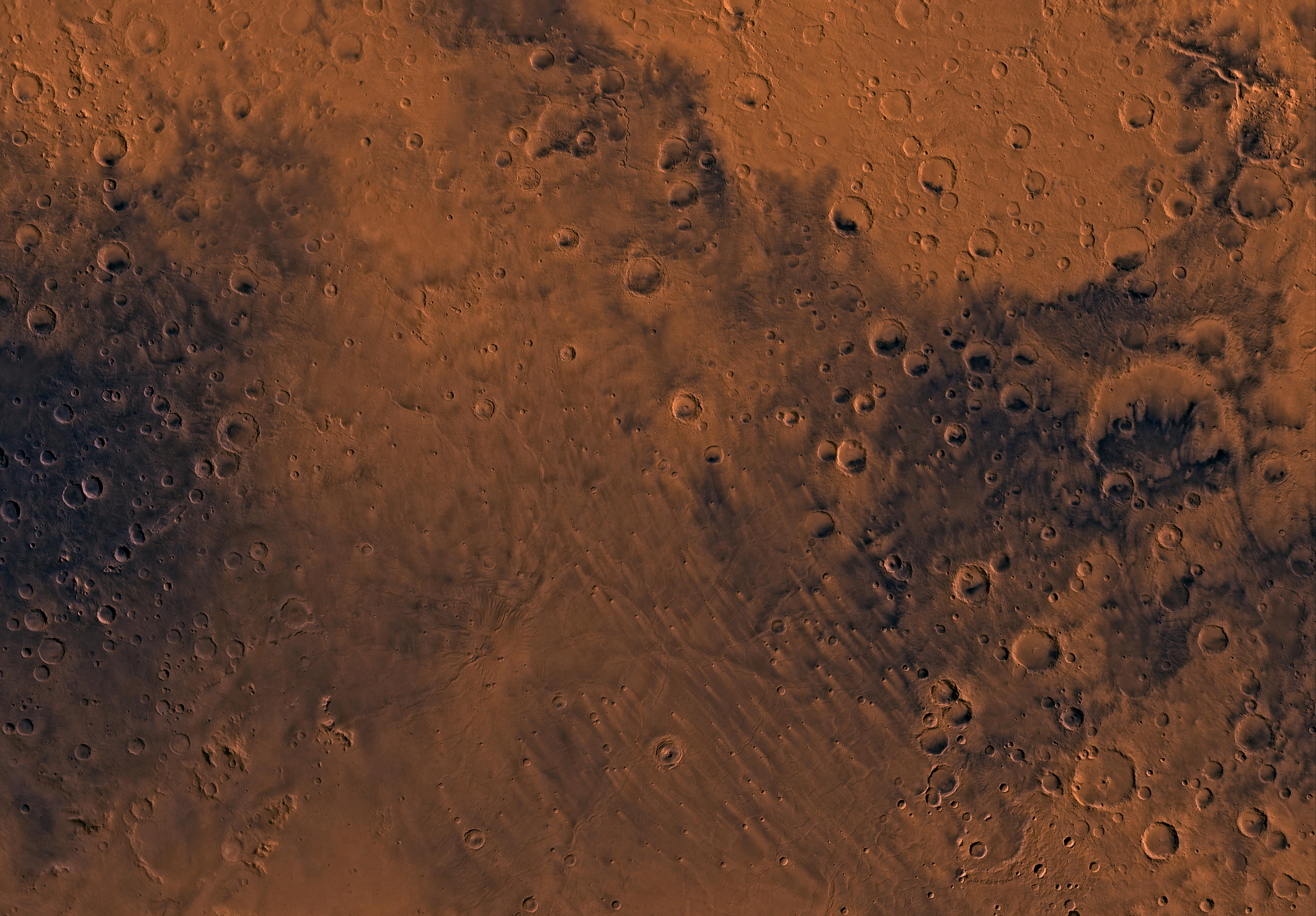
L'Hesperia Planum è la zona in alto a destra circolare di color arancione vivo.

L'Esperiano è il secondo periodo che ha caratterizzato la storia geologia di Marte e corrisponde al lasso temporale che va dai 3,7 a 3 miliardi di anni fa. L'Esperiano rappresenta un periodo intermedio della vita del pianeta. Generalmente si osservano processi diversi rispetto al Noachiano, a causa del minore tasso cumulativo degli impatti meteorici e per la riduzione dei tassi medi di erosione.  L'attività geologica dell'Esperiano viene dominata da un vasto vulcanismo, tettonica, creazione dei canale di deflusso, formazione delle pianure settentrionali e degli accumuli polari e la deposizione di frane e di spostamenti di materiale lungo la zona di transizione tra altopiano e pianura.

## Origini del nome
Il nome deriva dalla Hesperia Planum, formazione geologica databile a quell'epoca.

## Caratteristiche

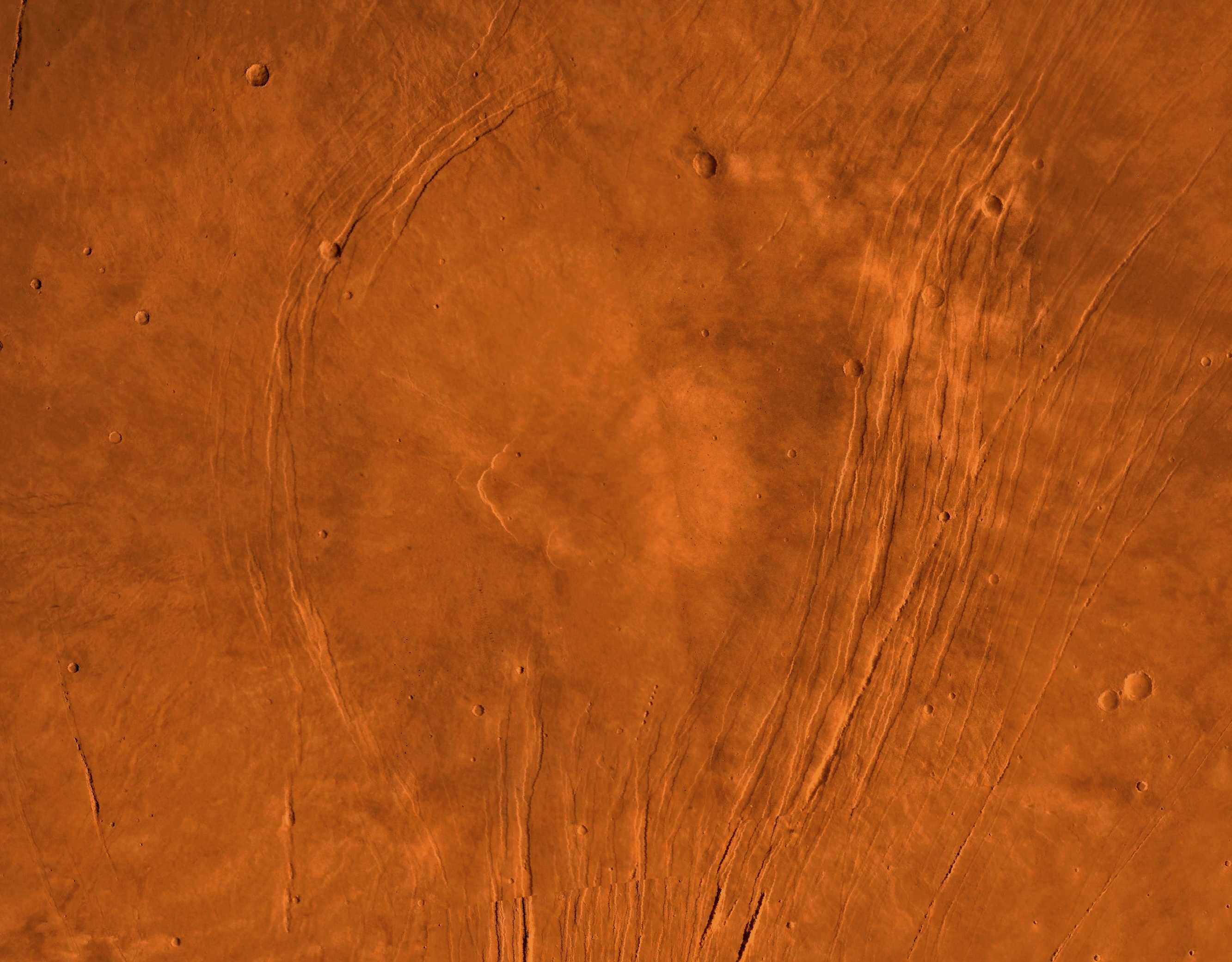
L'Alba Mons, vulcano formatosi durante questo periodo.

Il periodo Esperiano è stato caratterizzato da una massiccia attività vulcanica. Come sulla Terra, i vulcani marziani rientrano in due macro-categorie: effusivi ed esplosivi. I primi sono di natura basaltica e formano i giganteschi vulcani a scudo caratteristici del pianeta (come Alba Mons e Olympus Mons, e il rigonfiamento di Tharsis, costituendo le più grandi strutture di questo tipo nel sistema solare), mentre i secondi sono caratterizzati da lava molto più acida e viscosa dei primi, le cui eruzioni rilasciano grandi quantità di cenere che si accumula formando alte colonne (vulcano di questo genere è l'Alba Mons), la cui cima collassa tipicamente dopo un'eruzione Pliniana, formando un'ampia caldera, sorprendentemente in maniera molto simile a quello che accadde con il Vesuvio nel 79 d.C.
Vi furono anche vulcani lineari, come Major Planum e soprattutto Hesperia Planum, con pendenze particolarmente basse e un ampio sistema di caldere.

## Epoche

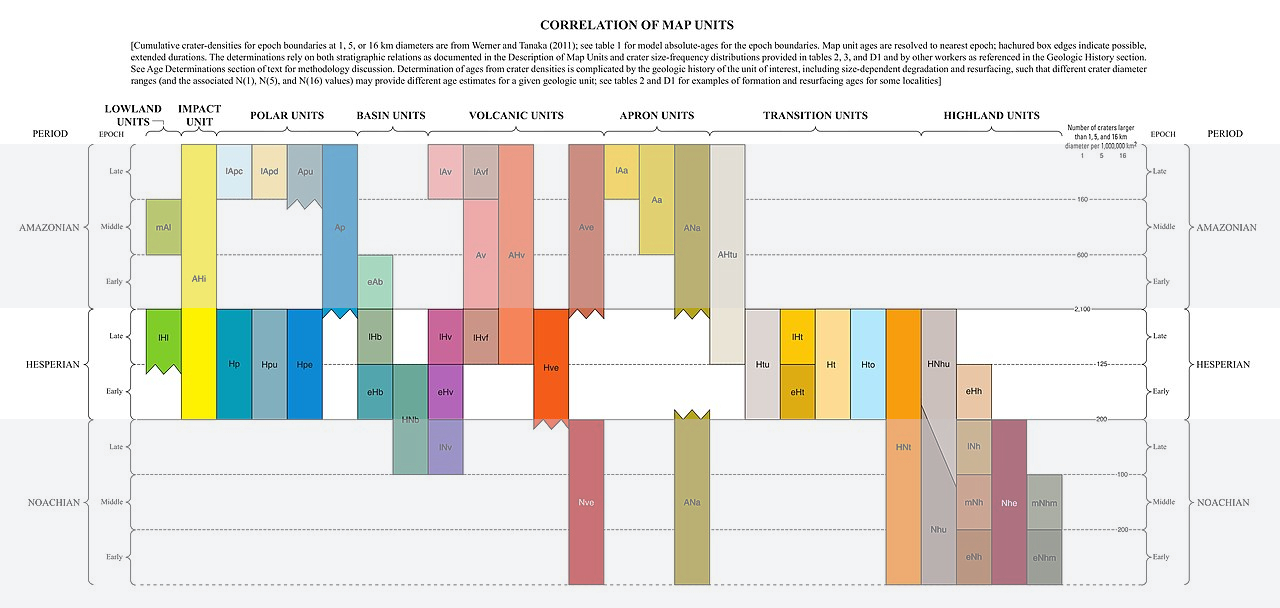
Correlazioni delle unità cartografiche presenti nella carta geologica di Marte al 20.000.000 rilasciata dalla USGS (2014). L'immagine è stata modificata per esaltare i terreni dell'Esperiano.

L'Esperiano è suddiviso nelle due epoche basso e alto (oppure, ma comunque uguale, inferiore e superiore). Nella carta al 20.000.000 della USGS, rilasciata nel 2014, vengono riportate le età del limite inferiore indicate da Michael del 2013, basate sui sistemi di cronologia di Hartmann (2004 iterazion) e Neukum (2001), derivati dalle densità di craterizzazione di riferimento ricavate da Tanaka (1986) come aggiornate da Werner e Tanaka nel 2011.
|                     | Michael (2013)   | Michael (2013)               |
| Inizio delle epoche | Da Neukum (2001) | Da Hartmann (2004 iteration) |
| ------------------- | ---------------- | ---------------------------- |
| Alto Esperiano      | 3,61             | 3,39                         |
| Basso Esperiano     | 3,71             | 3,56                         |

### Il basso Esperiano
Rientrano in questa epoca diversi tipi di sedimenti e rocce. I depositi vulcanici del margine orientale dell'Esperiano vengono identificati con i campi di lava estesi che in parte seppelliscono i margini e le superfici interne del bulge di Tharsis, di Hesperia Planum e Syrtis Major Planum. Gli altipiani sono invece costituiti da una varietà di rocce che formano pianure e sedimenti di origine incerta. Le costituenti possono includere rocce vulcaniche prossimali ai principali centri vulcanici e, forse, sedimenti eolici e lacustri intercalati in tutti i bacini degli altopiani intercraterici, alcuni dei quali mostrano dissezione, comprese delle valli di ingresso e di uscita. Affioramenti in Terra Sirenum e Terra Cimmeria includono densi ammassi di mesas degradati e collinari. Questi ultimi si collocano lungo il confine tra gli altopiani e le pianure e a est del rialzo di Elysium, apparentemente risultanti da processi di spostamento di massa e altri processi di resurfacing. Alcune delle morfologie collinari possono essere pensate come giovani sfiati vulcanici o di fuoriuscita di fango, sebbene la presenza di crateri sepolti e forme di depressione suggeriscano che siano principalmente costituiti da sedimenti non consolidati piuttosto che da roccia vulcanica. Potrebbero far parte di questa epoca anche depositi per processi eolici, lacustri oppure vulcanici presenti nella parte orientale del bacino di Hellas.
La tettonica durante il basso Esperiano è stata dominata sulla maggior parte della superficie di Marte da una contrazione crostale diffusa, forse correlata al raffreddamento planetario a formare schiere di creste corrugate dal rilievo che varia dal moderato all'alto. Tali creste variano nell'orientamento e comunemente seguono strutture di impatto circolari sepolte. Tettonica estensionale correlata all'aumento del magmatismo regionale, ha portato alla formazione di graben nelle rocce vulcaniche all'interno e ai margini del bulge di Tharsis. Le chasmata della Valles Marineris hanno continuato a formarsi durante questa epoca come risultato di un'estensione crostale almeno limitata, forse lungo ripide faglie.
È interessante notare come alcuni affioramenti rocciosi vengono sezionati da canali fluviali, compresi quelli in Hesperia Planum sudoccidentale, suggerendo un deflusso di acque sotterranee persistente guidato dal vulcanismo verso Hellas Planitia per il tutto il periodo.

### L'alto Esperiano
È la seconda epoca dell'Esperiano. Superfici di questa epoca coprono diverse aree della regione di Tharsis tra cui Syria e Solis Plana e Noctis Fossae, le aree più estese. Tra i depositi troviamo quelli di colata lavica e morfologie di campo vulcanico a ricomprendere vari piccoli vulcano scudo ed emissioni puntuali intorno a Syria Planum. Parte dei terreni sono stati modificati dalla tettonica estensionale durante quest'epoca formando stretti graben orientati sia radialmente sia concentricamente alle strutture, nonché alla cresta ellittica di Syria Planum. Sono presenti depositi costituiti da materiali trasportati dall'erosione, dalla deposizione e dal movimento di massa, provenienti da affioramenti degli altopiani adiacenti e anche da quote maggiori.
La fine di questa epoca viene identificata con il termine su larga scala della deposizione sedimentaria nelle pianure settentrionali. Questi terreni sono stati probabilmente collocati e successivamente modificati attraverso una varietà di processi geologici a formare depositi complessi tra loro intercalati, forse dominati da detriti degli altopiani trasportati attraverso canali di deflusso nella Chryse Planitia. Altri processi che potrebbero aver contribuito a tale deposizione potrebbero essere movimenti franosi, la dissezione fluviale della zona di passaggio altopiano-pianura, il vulcanismo, l'erosione e la deposizione eolica. Ad esempio Hellas Planitia potrebbe essere il risultato di una combinazione di deposizioni vulcaniche, lacustri, glaciali ed eoliche.